# Gustaf Mauritz Armfelt
Gustaf Mauritz Armfelt, finski general, * 1757, † 1814.